# Chỉ thiên giả
Chỉ thiên giả hay ngọc nữ Ấn Độ (danh pháp Clerodendrum indicum) là một loài thực vật có hoa trong họ Hoa môi. Loài này được (L.) Kuntze mô tả khoa học đầu tiên năm 1891.

## Hình ảnh

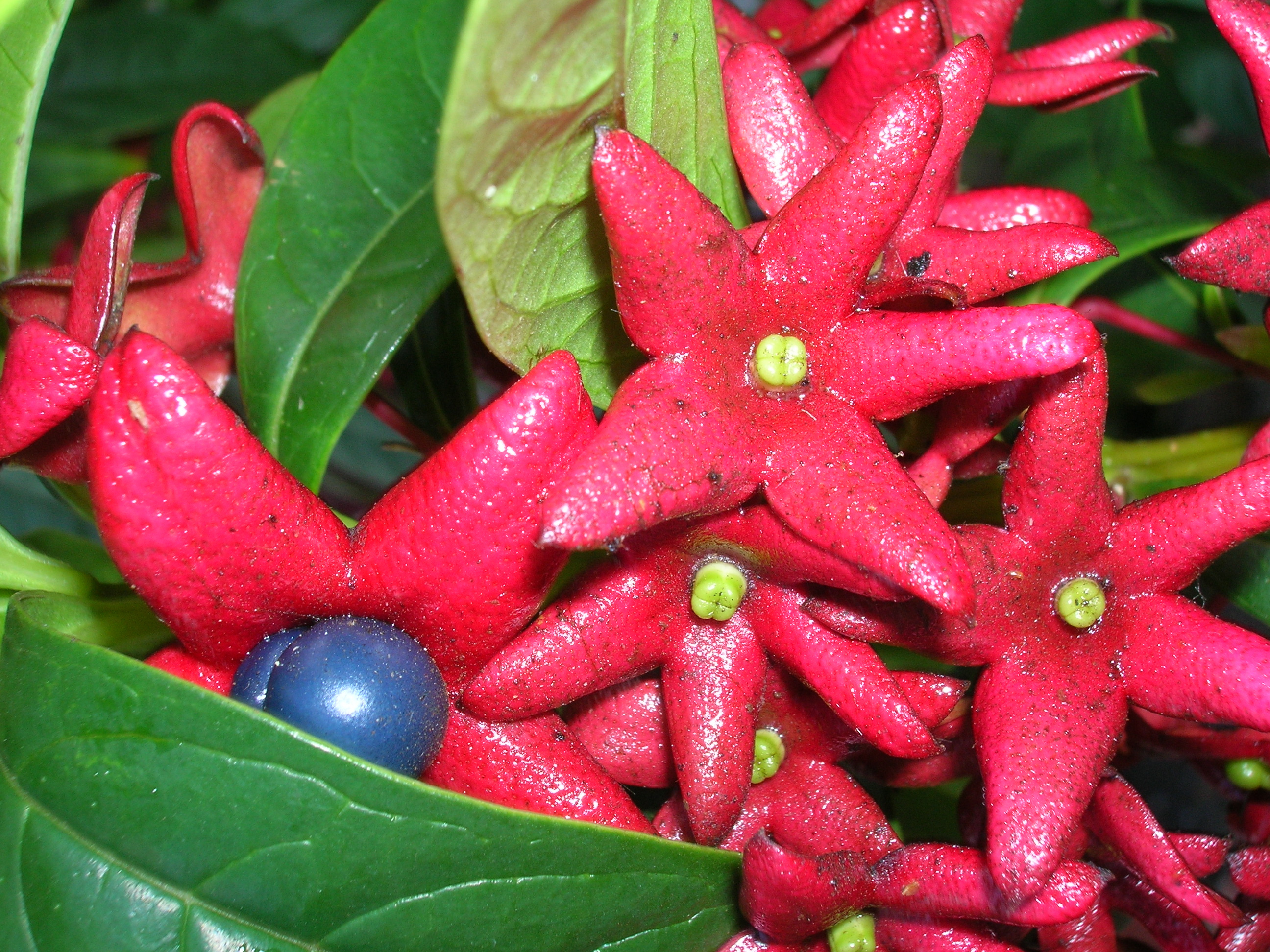
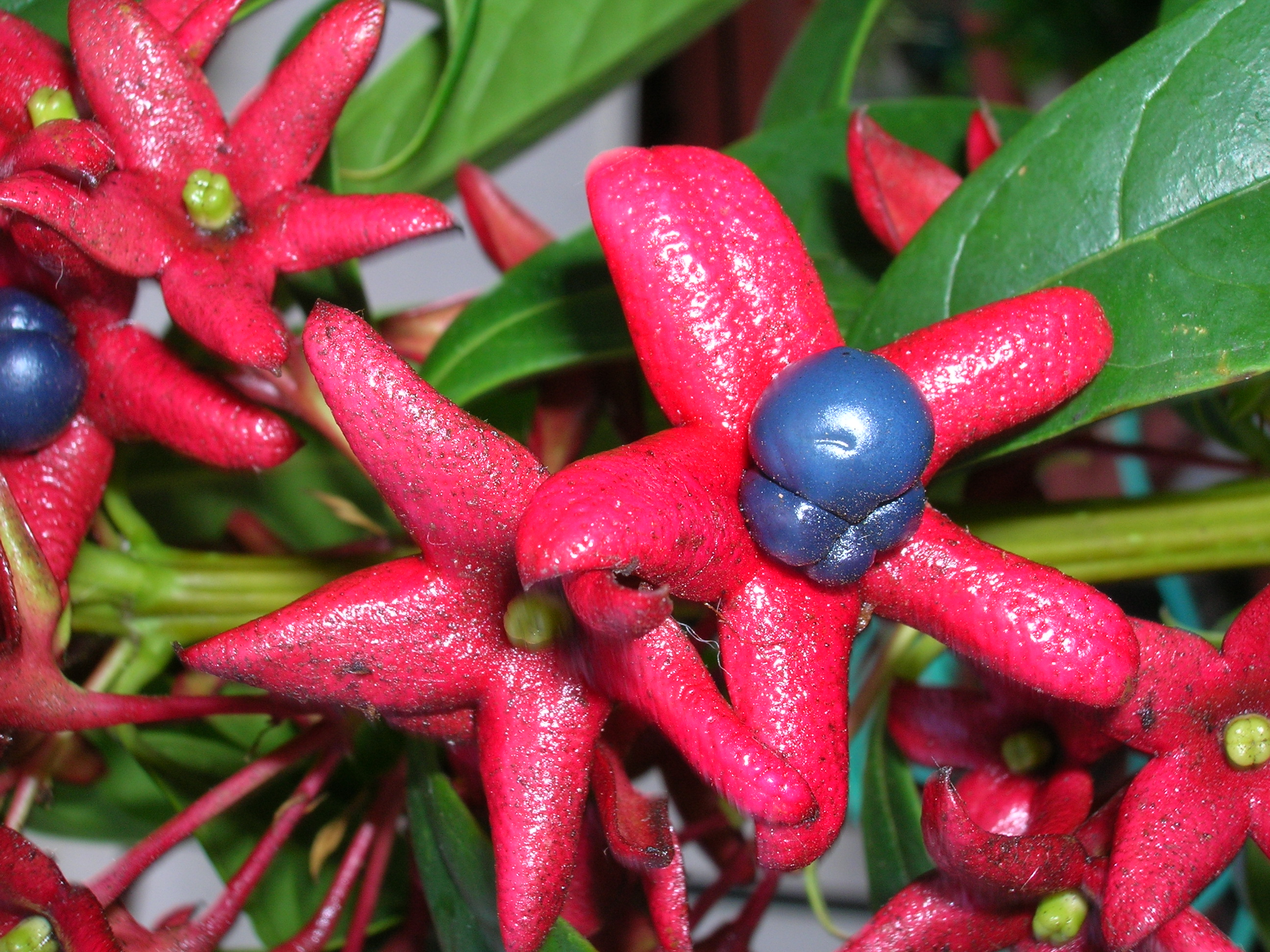
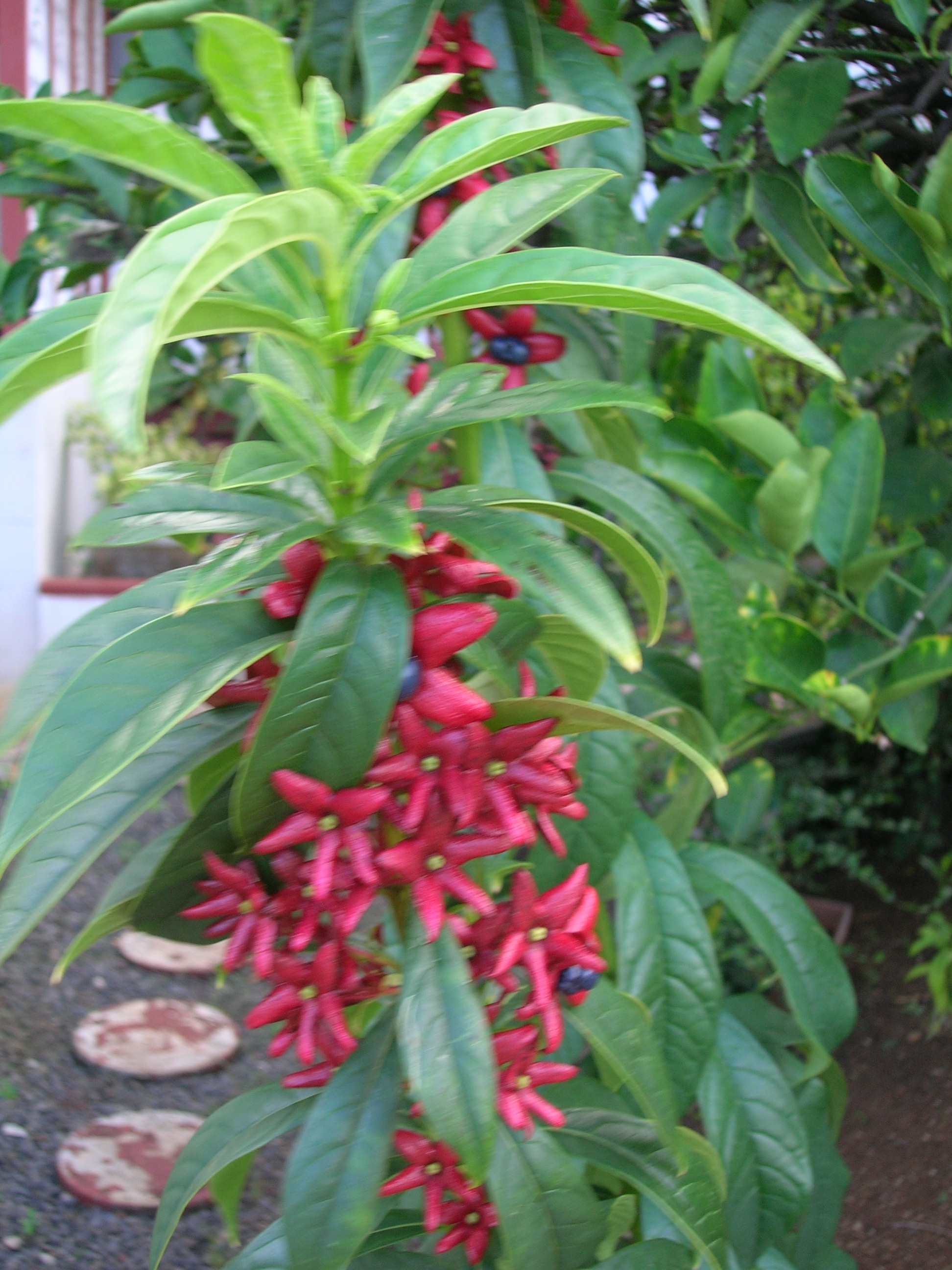
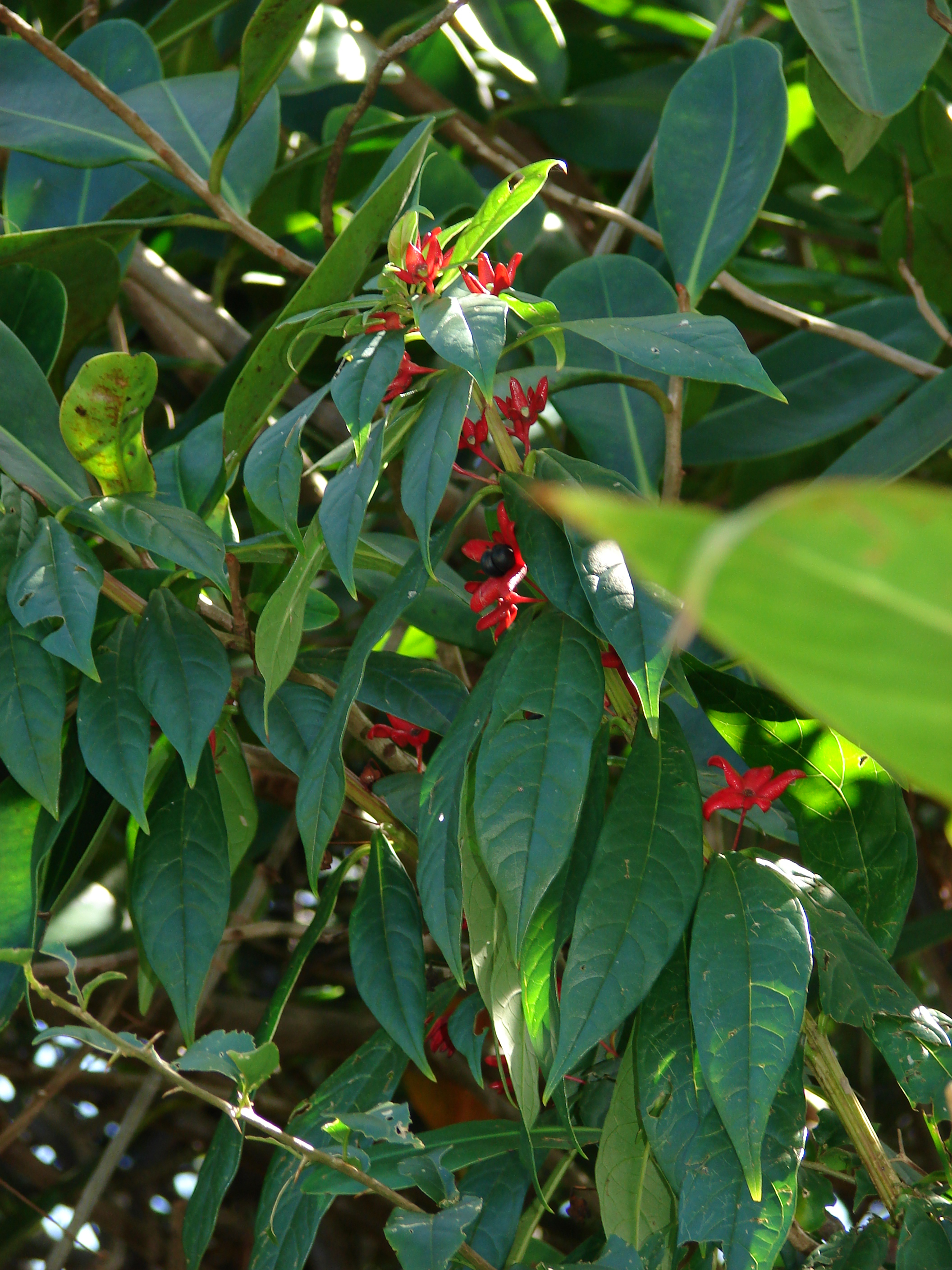